# カルヒロイト
カルヒロイト (ドイツ語: Kalchreuth) は、ドイツ連邦共和国バイエルン州ミッテルフランケンのエアランゲン＝ヘーヒシュタット郡に属する町村（以下、本項では便宜上「町」と記述する）。

## 地理

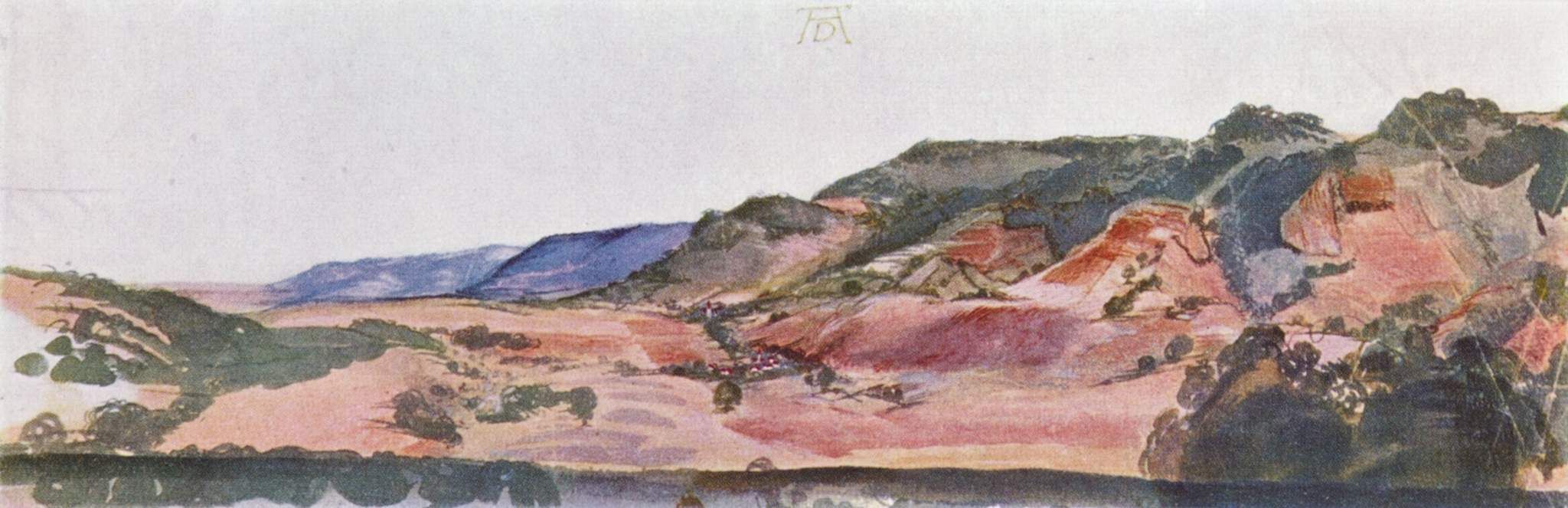
アルブレヒト・デューラーの『カルヒロイトの谷』

### 位置
この自治体は、ニュルンベルクの北東約10km、エアランゲンの南東約10kmのゼーバルダー・ライヒスヴァルトの高台に位置する。この村には、多くのキルシュ（サクランボ）の木が栽培されているため、キルシュドルフ（サクランボの村）とも呼ばれる。カルヒロイトは、長く延びた黒ジュラ紀（リアス期）の地層上に位置しており、南西ドイツのケスタ地形の一部をなしている。村の西部および南部に広がるカルヒロイトの森は、日帰り行楽地となっている。地名は、土壌に由来するKalch（=Kalk=石灰）と、ゼーバルダー・ライヒスヴァルトを拓いた開墾地を示すRuth（=Rodung=開墾地）が合成されたもの。
眺望に恵まれたことや、ニュルンベルクから近いことから、特に週末や夏の夕方には、ハイキングや食事を楽しみに多くの人が訪れる。

### 自治体の構成
この町は、公式には6つの地区 (Ort) からなる。このうち小集落や孤立農場などを除く集落を以下に列記する。
- カルヒロイト
- ケスヴァッサー
- レッケンホーフ（1978年の市町村再編で合併した）

1900年まではヴォルフスフェルデンもこの村に属した。

## 行政

### 議会
カルヒロイトの町議会は首長を含む17議席からなる。

### 紋章
図柄: 四分割。向かって左上は、赤地に銀と黒の斜め三角図形。向かって右上は、赤い王冠と赤い爪、赤い舌の黒い獅子。向かって左下は、黒いアンドレアス十字（×印）。向かって右下は、緑の萼のあるセイヨウミザクラの花。

## 文化と見所

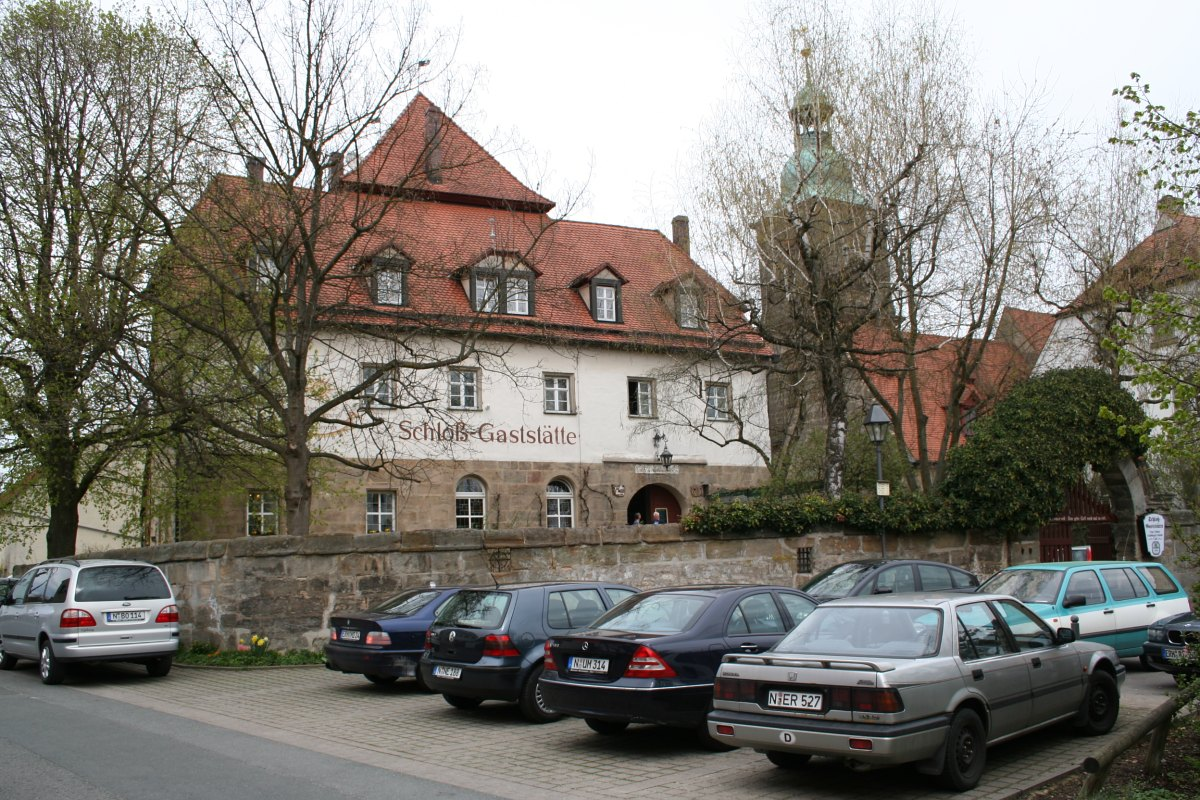
水城とアンドレアス教会

### 建築物
聖アンドレアス教会と隣接するハラース城（ニュルンベルクの都市貴族ハラー家の水城）は、重要な建築アンサンブルを示している。
1472年にゴシック様式で建設された典礼用小堂と十二使徒の粘土像を持つこの教会の中世後期の調度はかなり有名なものである。
新しい時代の記念建造物としては、板張りの駅舎が保護記念建造物に指定されている。2002年に改修され、2005年からは再び利用されるようになった。
城のレストランの中に、ルードルフ＝シーシュトル協会が置かれている。

## 経済と社会資本
カルヒロイトには、単線のグレーフェンベルク鉄道（R21、ニュルンベルク - グレーフェンベルク）の停車駅がある。

## 人物

### 出身者
- ハインツ・シュトレール (1938 - 1986) かつて1.FCニュルンベルクでプレイしたサッカー選手

## 引用
1. ↑  https://www.statistikdaten.bayern.de/genesis/online?operation=result&code=12411-003r&leerzeilen=false&language=de Genesis-Online-Datenbank des Bayerischen Landesamtes für Statistik Tabelle 12411-003r Fortschreibung des Bevölkerungsstandes: Gemeinden, Stichtag (Einwohnerzahlen auf Grundlage des Zensus 2011)
2. ↑  Bayerische Landesbibliothek Online